# Filippo Beroaldo (1453-1505)
Pour les articles homonymes, voir Philippe Beroalde et Beroalde.
Filippo Beroaldo ou Philippe Beroalde, ou Philippe Béroalde l’Ancien ou encore Beroaldo ou Beroaldi (7 novembre 1453, Bologne - 17 juillet 1505), est un écrivain italien et littérateur du XVe siècle. On lui doit de bonnes éditions des anciens auteurs latins.

## Biographie
Il était d'une ancienne et noble famille de Bologne. Ayant perdu son père en bas âge, il fut élevé par sa mère avec la plus grande tendresse. Des maîtres habiles furent chargés de son éducation. Il annonçait les plus heureuses dispositions, et surtout une mémoire prodigieuse. Outre les leçons qu'il recevait, il travaillait en particulier avec tant d'ardeur, que, né avec un tempérament faible, il eut à dix-huit ans une maladie grave, et dont il eut peine à guérir.
Dès qu'il reconnut qu'il n'apprenait plus rien de ses maîtres, il jugea que le meilleur moyen pour pousser plus loin son instruction était d'instruire les autres. Il ouvrit à dix-neuf ans une école, d'abord à Bologne, ensuite à Parme et à Milan. La réputation dont jouissait l'université de Paris lui inspira le désir de la visiter. Il vint donc à Paris, et y enseigna publiquement pendant plusieurs mois, avec un grand concours d'auditeurs. Il y serait resté plus longtemps, si sa patrie ne l'eût rappelé. Son retour à Bologne fut le sujet d'une espèce de réjouissance publique.
Baptiste Spagnoli, ou le Mantouan, qui y était alors, lui adressa à ce sujet une longue élégie, qui commence par ce vers :
Musæ olim comites Beroaldo ivere Philippo.
Elle est imprimée dans le 5e livre des sylves de ce poète. L'université de Bologne conféra à Beroaldo la chaire de professeur de belles-lettres, qu'il remplit le reste de sa vie avec autant d'assiduité que d'éclat. Quoique son inclination le portât à se renfermer dans ses fonctions littéraires et dans ses travaux, les honneurs publics vinrent au-devant de lui. Il fut nommé en 1489 l'un des anciens de Bologne, et quelques années après député, par le sénat, avec Anton Galeazzo Bentivoglio, auprès du pape Alexandre VI. Il fut aussi, pendant plusieurs années, secrétaire de la république.
Parmi tant d'occupations, il savait se ménager des distractions et des loisirs. Il aimait la fable, le jeu, les femmes. Il évita longtemps les liens du mariage ; il s'y soumit enfin en 1498, à l'âge de quarante-quatre ans ; le bonheur qu'il trouva dans son ménage l'y fixa entièrement et le fit renoncer à la vie dissipée qu'il avait menée jusqu'alors. Il ne cultiva plus d'autres liaisons que celles qu'il avait avec les gens de lettres les plus distingués de son temps. Il en était généralement aimé. Son caractère modeste, sociable, égal, exempt de jalousie et d'aigreur lui faisait des amis de tous ceux qui entraient en relation avec lui.
On assure qu'il n'eut jamais d'autre ennemi que Giorgio Merula, qui l'était d'à peu près tout le monde, et qui ne se mit à haïr Beroaldo que parce qu'il le savait intimement lié avec Politien, auquel il avait déclaré la guerre. La faiblesse habituelle de sa santé augmentant avec l'âge, il fut saisi d'une petite fièvre qui parut d'abord de peu de conséquence, et à laquelle on s'efforça ensuite inutilement de porter remède ; il en mourut.
On lui fit des funérailles magnifiques. Il fut porté au tombeau vêtu de soie, couronné de laurier, et suivi de tout ce que Bologne avait de plus distingué dans toutes les parties des sciences et dans les emplois publics.
Son principal mérite littéraire est d'avoir donné de bonnes éditions des anciens auteurs latins, et de les avoir éclaircis par ses commentaires. On lui a reproché cependant, et non sans raison, une latinité affectée et vicieuse, tenant plus du style d'Apulée que de celui de Cicéron. Il n'avait pas non plus une critique aussi saine ni un aussi bon jugement que son érudition était étendue ; les objets étaient un peu confus dans sa tète et quelquefois dans ses écrits. C'est lui que l'on a comparé le premier à une bonne boutique mal rangée, comparaison, cependant, dont bien d'autres érudits ont pu, comme lui, fournir l'idée.
C'est un savant commentateur auquel on doit de nombreuses éditions d'auteurs anciens. Il a donné des éditions annotées de Pline, Apulée, Aulu-Gelle, Suétone, Catulle, Properce. Il est l'auteur de plusieurs opuscules sur Bacchus. Pic de la Mirandole avait surnommé Beroaldo comme La Bibliothèque vivante.
Il est l'auteur de poésies néo-latines : Osculum Panthiæ (le baiser de Panthial est consacré au portrait de sa belle), Fortuna, Dirae in Maledicam, Cupido, Peanes Beatæ Mariae Virginis (d'après le poème de Pétrarque) ; de die Dominicæ Passionis, Fabula Tancredi (d'après Boccace), Vir Prudens et de diverses petites pièces.

## Publications
Il publia un grand nombre d'ouvrages, dont les principaux sont : 
- Caii Plini Secundi Historiæ naturalis libri 27, cum brevibus notis, Parme, 1476, in-fol. ; Trévise, 1479, in-fol. ; Paris, 1516, in-fol.[note 1]. ;
- Annotationes in commentarios Servii Virgilianos, Bologne, 1482, in-4o ;
- Propertii Opera cum commentariis, Bologne, Venise, 1495 ; Paris, 1604, in-fol. ;
- Annotationes in varios auctores antiquos, Bologne, Venise, 1489 ; Brescia, 1496 ;
- Orationes, Paris, 1490, ibid. et Lyon, 1492, Bologne, 1491, in-fol. ;
- Opusculum eruditum : quo continentur declamatio Philosophi Medici Oratoris De excellentia disceptatium. Et libellus de optimo Statu et principe... Bononiæ, Bened. Hectoris décembre 1497 ;
- Libellus quo Septem sapientium Sententiæ discutiuntur. Impressum Bononiæ. per Benedictum Hectoris. Décembre 1498 ;
- De felicitate opusculum. Impressum Bonaniae a Benedicto Hectoris. Avril 1499[note 2]. ;
- Oratio Proverbiorum. Bononiae. Bened. Hectoris, décembre 1499[note 3] ;
- Un second recueil intitulé Orationes, Præfationes, Prælectiones, etc., Paris, 1505, 1507, 1509, in-4o[note 4]
- Declamatio Lepidissima Ebriosi Scortatoris Aleatoris de vitiositate Disceptantium. Impressum Bononiæ, a Benedicto Hectoris, 1499, Bologne, 1499 ; Strasbourg, Paris, 1505, in-4o, etc. Cette dissertation singulière a été traduite, ou plutôt paraphrasée en français, et imprimée sous ce titre : Trois déclamations esquelles l'ivrogne, le putier et le joueur de dez, frères, débattent lequel d'eux trois, comme le plus vicieux, sera privé de la succession de leur père[note 5]. ;
- Orationes Multifariæ et Poemata. Bononiæ, Benedictus Bibliopola Hectoris :  novembre 1500. Ce recueil  contient diverses dissertations en prose : de re rustica, de amore, de historia, de laude pœtices de inventione litterarum, de musica, des contes de Boccace, etc.
- Symbola Pythgoræ moraliter explicata. Bononiæ, Bened. Hectoris, 1503 ;
- Declamatio ebriosi, scortatoris, et aleatoris, Invention latine de Filippo Beroaldo, poursuivie et amplifiée par François Calvy de La Fontaine, Paris, 1556, in-4o[note 6]. ;

Il faut ajouter à cette liste plusieurs éditions d'auteurs latins, avec des notes et des préfaces, tels que Suétone, Apulée, Aulu-Gelle, Lucain, et beaucoup d'autres, dont parle Niceron dans le tome 23 de ses Mémoires. On doit à Filippo Beroaldo une traduction en vers latins élégiaques de l'ouvrage de Leonardo Bruni : de Duobus Amantibus Guiscardo et Sigismunda, filia Tancredi, imprimée in-4o, sans nom de ville ni date, et devenue, très rare, et une dissertation intitulée : Declamatio philosophi, medici, oratoris, de excellentia disceptantium, Bologne, 1497, in-4o.